# Karlsängen
Karlsängen är en småort på ön Vätö i Vätö socken i Norrtälje kommun, Stockholms län. 